# Pont Michael Davitt
Le pont Michael Davitt ( en irlandais : Droichead Mhícheál Mhic Dháibhéid) est un pont tournant sur la route R319 dans le comté de Mayo, en Irlande, qui relie l'île d'Achill à L'Irlande.

## Histoire

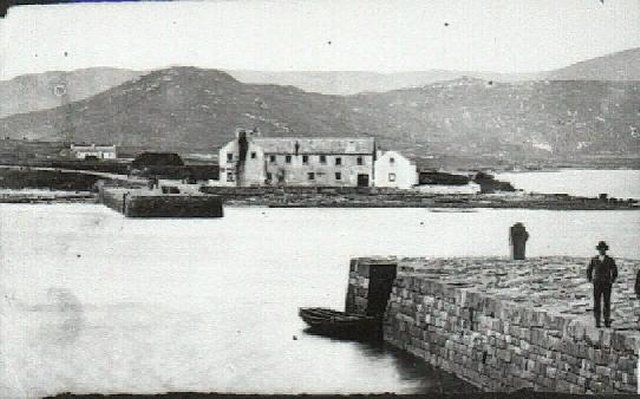
Etat du bras de mer d'Achill avant le pont au XIXe siècle

Le premier projet d'un pont reliant l'île d'Achill à la péninsule de Corraun nait au début des années 1880. Un géomètre du comté de Mayo en dresse des plans qui sont approuvés par J. Price, ingénieur civil. En 1883 l'autorisation officielle est donnée par le Board of Trade de Londres, pour un coût total estimé à  5 000 £. , qui sera sensiblement dépassé. Mais un financement privé complémentaire, de John Gray Vesey Porter, du comté de Fermanagh permet de réaliser la construction.
La structure de ce pont tournant est constituée de poutres d'acier d'une portée de  36 mètres sur un pilier central. La chaussée n'a que 2 mètres 1/2 de large.
Le pont doit son nom à Michael Davitt, militant social irlandais du XIXe siècle, fenien et fondateur de la National Land League. C'est lui qui inaugure le pont en 1887 .
Ce premier pont, conçu pour la circulation hippomobile, se détériore avec l'avènement d'un trafic motorisé plus intense dans les années 1900. En 1947, le conseil du comté de Mayo décide de le démolir et de le remplacer. L'entreprise J & C McGloughlin de Dublin en assure la construction, qui est, à l'époque, le plus grand projet de construction de pont réalisé par une entreprise irlandaise. Le deuxième pont est achevé au début de 1949 .
En 2007, le mécanisme pivotant du pont rencontre de problèmes qui gênent la circulation des bateaux. Un examen de ses structures révèle une corrosion et le conseil du comté de Mayo décide la construction d'un nouveau pont tournant . Sa conception, confiée à Malachy Walsh & Partners, est basée sur un modèle architectural espagnol de Calatrava . SIAC Construction se voit confier les travaux qui sont finis en 2008. Le troisième pont, qui pèse 390 tonnes, est toujours actionné manuellement.
En novembre 2010, le pont est bloqué, causant d'importants embouteillages. À la demande du conseil du comté de Mayo, l'ingénieur principal, Michael Mongan, y apporte des modifications. Le pont est à nouveau opérationnel à la fin du mois de mars 2011 .
Le pont célèbre son 130e anniversaire le 3 septembre 2017.